# Hôtel de Châteaubriant
L’hôtel de Châteaubriant est un hôtel particulier situé à Nantes, en France.

## Situation
L'hôtel de Châteaubriant est situé au no 13 de la rue de Briord, où se trouve son entrée monumentale, une partie plus ancienne donnant également rue Fénelon, dans le centre-ville de Nantes, non loin de l'hôtel de ville.

## Histoire
L'hôtel est l'ancienne résidence de Françoise de Dinan (1436-1499), dame de Châteaubriant, mariée en premières noces à Gilles de Bretagne et dame d'honneur d'Anne de Bretagne. Elle en fait don à son troisième époux, Jean de Proisy.
Il passe par la suite aux Barrin. L'amiral Rolland Barrin y voit le jour en 1646.
Propriété de la famille Juchault, il passe à Françoise Juchault de Blottereau, fille de Christophe Juchault et veuve de René de Sesmaisons. Leur fille Renée se marie en 1677 avec Jean-Baptiste II de Becdelièvre de La Busnelaye (1651-1731), premier président de la Chambre des comptes de Bretagne, qui en hérite.
Mathurin-Jean Cheguillaume (1772-1857), adjoint au maire de Nantes de 1832 à 1842, acquiert l'hôtel particulier en 1819. En 1897, à la mort de son petit-fils Joseph Cheguillaume (1825-1897), qui en avait hérité, il est acquis par la ville de Nantes, qui y installe une école de beaux-arts et de dessin, devenue l'École supérieure des beaux-arts de Nantes Métropole (ESBANM). L'association de défense du patrimoine local « Nantes Renaissance » y a également son siège.
À la fin de l'année 2018, plus d'un an après le départ de l'ESBANM, la municipalité décide d'engager des travaux de rénovation de l'hôtel dans le but d'y installer sa Direction du patrimoine et de l’archéologie (DPARC).